# Grauno
Grauno ist eine Fraktion der Gemeinde (comune) Altavalle und war bis 2016 eine eigenständige Gemeinde im Trentino in der autonomen Region Trentino-Südtirol. 

## Geografie
Grauno liegt etwa 22 Kilometer nordöstlich von Trient auf einer Höhe von 976 m.s.l.m. auf der orographisch rechten Talseite des vom Avisio durchflossenen Cembratales. Die Gemeinde gehörte zur Talgemeinschaft Comunità della Valle di Cembra und grenzte unmittelbar an Südtirol. Nachbargemeinden waren Capriana, Grumes, Sover und die Südtiroler Gemeinde Salurn.

## Geschichte
Am 1. Januar 2016 schlossen sich die Gemeinden Grauno, Valda, Grumes und Faver zur neuen Gemeinde Altavalle zusammen.

## Verkehr
Durch das ehemalige Gemeindegebiet führte die Strada Statale 612 della Val di Cembra von Lavis nach Castello-Molina di Fiemme.